# Zámoly
Zámoly là một thị trấn thuộc hạt Fejér, Hungary. Thị trấn này có diện tích 48,5 km², dân số năm 2010 là 2262 người, mật độ 47 người/km².